# Powiat wielicki (Galicja)
Powiat wielicki – dawny powiat kraju koronnego Królestwo Galicji i Lodomerii, istniejący w latach 1867–1918.
Siedzibą c.k. starostwa była Wieliczka. Powierzchnia powiatu w 1879 roku wynosiła 7,2681 mil kw. (418,21 km²), a ludność 84 465 osób. Powiat liczył 193 osady, zorganizowane w 140 gmin katastralnych.
Na terenie powiatu działały 4 sądy powiatowe – w Wieliczce, Dobczycach, Skawinie i Podgórzu.
1 sierpnia 1878 część gmin powiatu wielickiego włączono do powiatów bocheńskiego i myślenickiego:
- Gminy włączone 1 sierpnia 1878 do powiatu bocheńskiego:
  - Brzezie (z Gruszkami), Chrość, Cichawa, Czyżów, Dąbrowa, Jaroszówka, Klęczany, Krakuszowice, Marszowice, Niegowić, Niewiarów (ze Świdówką), Nieznanowice, Pierzchowiec, Pierzchów, Podborze, Staniątki, Szarów, Szczytniki, Świątniki, Wiatowice i Zborczyce;

- Gminy włączone 1 sierpnia 1878 do powiatu myślenickiego:
  - Brzączowice i Zasań.

1 stycznia 1892 do  powiatu wielickiego włączono gminy Jurczyce i Radziszów z powiatu myślenickiego.
15 września 1896 z powiatu wielickiego do nowo utworzonego powiatu podgórskiego włączono następujące gminy:
- Bodzów, Borek Fałęcki, Brzyczyna Dolna, Buków, Chorowice, Dębniki, Gaj, Golkowice, Jugowice, Jurczyce, Kobierzyn, Koło Tynieckie, Konary, Kopanka, Korabniki, Kosocice, Kostrze, Kulerzów, Kurdwanów, Łagiewniki, Libertów, Ludwinów, Lusina, Mogilany, Olszowice, Opatkowice, Piaski Wielkie, Płaszów, Podgórze (m), Prokocim, Pychowice, Radziszów, Rajsko, Rzozów, Samborek, Siarczana Góra, Sidzina, Skawina (m), Skotniki, Soboniowice, Swoszowice, Świątniki Górne, Tyniec, Włosań, Wola Duchacka, Wróblowice, Wrząsowice, Zakrzówek i Zbydniowice.

30 listopada 1929 następujące  gminy właczono do powiatu myślenickiego:
- Bojańczyce, Brzezowa, Czasław, Czechówka, Dobczyce (m), Dziekanowice, Fałkowice, Glichów, Gruszów, Hucisko, Kawec, Kędzierzynka, Kobielnik, Komorniki, Kornatka, Krzesławice, Krzyworzeka, Kunice, Kwapinka, Lipnik, Mierzeń, Niezdów, Niżowa, Nowa Wieś, Podolany, Poznachowice Dolne, Poznachowice Górne, Raciechowice, Rudnik, Sawa, Siepraw, Sieraków, Skrzynka, Stadniki, Stojowice, Stryszowa, Węglówka, Wierzbanowa, Winiary, Wiśniowa, Zagórzany, Zakliczyn, Zalesiany, Zegartowice, Zręczyce i Żerosławice

Powiat zniesiono 1 kwietnia 1932, a jego obszar został podzielony pomiędzy powiaty krakowski i myślenicki:
- Gminy włączone 1 kwietnia 1932 do powiatu krakowskiego:
  - Bieżanów, Biskupice, Bodzanów, Bogucice, Brzegi, Bugaj, Chorągwica, Czarnochowice, Dobranowice, Grabie, Grabówki, Grajów, Jankówka, Janowice, Jawczyce, Klasno, Kokotów, Koźmice Małe, Koźmice Wielkie, Krzyszkowice, Lednica Górna, Lednica Niemiecka, Łazany, Mała Wieś, Mietniów, Ochmanów, Ochojno, Pawlikowice, Podstolice, Przebieczany, Przewóz, Raciborsko, Rożnowa, Rybitwy, Rzeszotary, Rżąka, Siercza, Sławkowice, Słomiróg, Strumiany, Suchoraba, Sułków, Sułów, Surówki, Sygneczów, Szczygłów, Śledziejowice, Tomaszkowice, Trąbki, Węgrzce Wielkie, Wieliczka (m), Wola Podłazańska, Zabawa, Zabłocie, Zagórze, Zakrzów i Zborówek;

- Gminy włączone 1 kwietnia 1932 do powiatu myślenickiego:
  - Bieńkowice, Bilczyce, Byszyce, Gdów, Gorzków, Liplas i Łyczanka.

## Starostowie powiatu
- Wacław Potuczek (1871)
- Leopold Płaziński (1879–1882)
- Leon Kurykowski (1890)

## Komisarze rządowi
- Piotr Skwarczyński (1871)
- Apolinary Sieradzki (1871)
- Michał Towarnicki (1879)
- Józef Balicki (1882, 1890)